# مریم صدارتی
مریم صدارتی (متولد ۱۱ خرداد ۱۳۲۹ خورشیدی در مشهد) ورزشکار دو و میدانی در رشتهٔ پرش ارتفاع و نخستین زن ایرانی بود که در یک رقابت بین‌المللی دو و میدانی موفق به کسب مدال شد. صدارتی در سال‌های ۱۳۴۳ تا ۱۳۷۵ رکورددار پرش ارتفاع ایران بود. آخرین رکورد وی به میزان ۱٫۶۰ متر در سال ۱۳۵۲ ثبت شد و ۲۳ سال بعد توسط پدیده بلوری‌زاده شکسته شد.

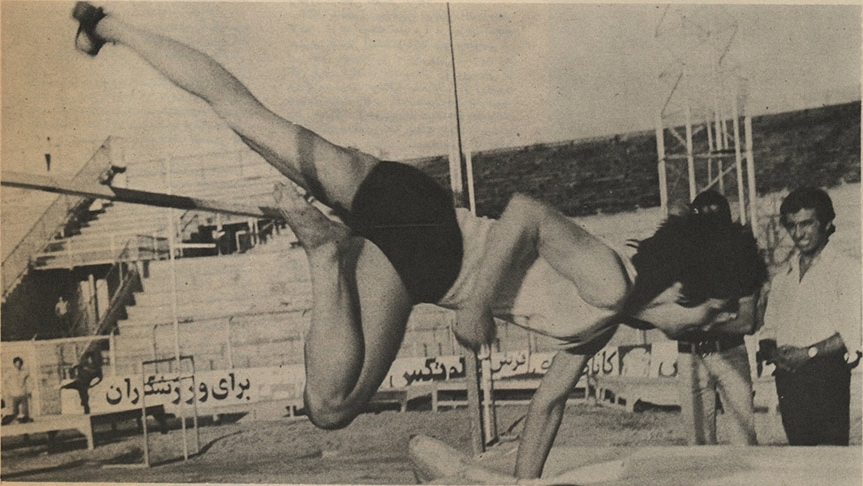
مریم صدارتی در حال برپایی رکورد ۱٫۶۰ متری در مسابقات انتخابی تیم ملی در مرداد ۱۳۵۲

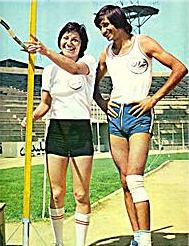
مریم صدارتی و تیمور غیاثی، سال ۱۳۵۲ در ورزشگاه امجدیه

صدارتی در اولین دورهٔ مسابقات قهرمانی دو و میدانی آسیا که در سال ۱۹۷۳ در مانیل برگزار شد، با پرش ۱٫۵۸ متری، پس از اوریت آبراموویتز از اسرائیل و گلادیس از مالزی بر سکوی سوم ایستاد و مدال برنز گرفت. نفر دوم، پرندهٔ مالزیایی هم ۱٫۵۸ پریده بود، اما به دلیل خطای کمتر، او مدال نقره گرفت. صدارتی به مدت ۳۴ سال تنها زنی بود که یک مدال آسیایی در دو و میدانی کسب کرده بود، تا اینکه در سال ۲۰۰۷، لیلا ابراهیمی در دو ۳۰۰۰ متر بامانع یک مدال برنز گرفت.
مریم صدارتی همچنین اولین زن ایرانی است که در رشتهٔ پنجگانه مسابقه داده‌است. او در بازی‌های آسیایی تهران در این رشته شرکت کرد و با ۳۲۶۵ امتیاز پنجم شد. صدارتی در پرش ارتفاع هم با پرش ۱٫۵۵ متری به مقام هفتم رسید.
وی ورزش والیبال را نیز به صورت حرفه‌ای دنبال می‌کرد و کاپیتان تیم والیبال زنان خراسان بود. وی یک فصل هم حضور در تیم والیبال تاج را تجربه کرد و به همراه این تیم بر سکوی نخست لیگ ۱۳۵۴ ایستاد.
وی در ۱۴ سالگی به عنوان تماشاگر به المپیک ۱۹۶۴ توکیو اعزام شد، در حالیکه بهترین رکورد را به جا گذاشته بود اما پیشتر نازلی بیات ماکو به عنوان نماینده ایران انتخاب شده بود.
وی کارشناس ارشد رشته تربیت بدنی و از استادان دانشگاه الزهرا بوده است و کتاب‌های متعددی از جمله «اصول مربیگری دوومیدانی» را تالیف کرده است.